# Sara (singel Fleetwood Mac)
Sara – utwór napisany przez wokalistkę i kompozytorkę Stevie Nicks, wykonany przez brytyjsko-amerykański zespół Fleetwood Mac i wydany jako singel z płyty Tusk (1979). Wersja albumowa trwa ponad sześć minut, ale wersję z singla skrócono do 4 minut i 41 sekund. Piosenka osiągnęła 7. miejsce na amerykańskiej liście przebojów na dwa tygodnie. W Wielkiej Brytanii singel osiągnął 37. miejsce, w Australii 11., a w Kanadzie 12. Jest to jeden z najpopularniejszych utworów zespołu.

## Powstanie utworu
Krążyły plotki, że utwór opowiada o aborcji, jakiej dokonała Nicks po tym, gdy zaszła w ciążę będącą wynikiem romansu z wokalistą Donem Henleyem. Sam piosenkarz twierdzi, że jest to prawda. W jednym z wywiadów Nicks powiedziała: „Gdybym kiedykolwiek miała córkę, nazwałabym ją Sara. Dla mnie, jest to wyjątkowe imię”. We wrześniu 2014, w wywiadzie dla magazynu Billboard, Nicks potwierdziła plotkę: „Gdybym wyszła za mąż za Dona i gdybym miała to dziecko, i gdyby była to dziewczynka, nazwałabym ją Sara... To prawda, ale nie w całości”.
W autobiografii z 2014, Mick Fleetwood zasugerował, że piosenka mówi o jego romansie z wokalistką. Nicks miała być zdenerwowana, gdy Fleetwood zaczął spotykać się z jej przyjaciółką, Sarą, co zakończyło ich relację.
Jeden z wersów piosenki, „and he was just like a great dark wing/within the wings of a storm” (z ang. „on był niczym wielkie czarne skrzydło/niesione przez skrzydła sztormu”), odnosi się do tego, jak Fleetwood stał się niejako strefą uczuciowego komfortu dla Nicks po jej rozstaniu z gitarzystą Lindseyem Buckinghamem.